# Olympische Winterspiele 1964/Teilnehmer (Südkorea)
| Gelbes Symbol für Goldmedaillen mit stilisierten Olympischen Ringen | Graues Symbol für Silbermedaillen mit stilisierten Olympischen Ringen | Braundes Symbol für Bronzemedaillen mit stilisierten Olympischen Ringen |
| ------------------------------------------------------------------- | --------------------------------------------------------------------- | ----------------------------------------------------------------------- |
| —                                                                   | —                                                                     | —                                                                       |

Südkorea nahm an den IX. Olympischen Winterspielen 1964 im österreichischen Innsbruck mit einer Delegation von sieben Athleten in drei Disziplinen teil, davon fünf Männer und zwei Frauen. Ein Medaillengewinn gelang keinem der Athleten.

## Teilnehmer nach Sportarten

### Eisschnelllauf
Männer
- Choi Yeong-bae
500 m: 42. Platz (44,8 s)
1500 m: 40. Platz (2:20,3 min)
5000 m: 17. Platz (8:03,4 min)
10.000 m: 31. Platz (17:31,3 min)

- Choi Nam-youn
1500 m: 52. Platz (2:30,2 min)
5000 m: 36. Platz (8:28,0 min)

Frauen
- Kim Hye-sook
500 m: 20. Platz (49,6 s)
1000 m: 26. Platz (1:45,1 min)

- Kim Kui-chin
1500 m: 27. Platz (2:39,7 min)
3000 m: 19. Platz (5:41,6 min)

### Ski Alpin
Männer
- Cho Jeong-soo
Riesenslalom: 77. Platz (2:55,74 min)

- Kim Dong-bok
Riesenslalom: disqualifiziert

### Skilanglauf
Männer
- Yang Yong-ok
15 km: disqualifiziert
30 km: 66. Platz (2:28:54,7 h)
50 km: Rennen nicht beendet